# Unter dem Mantel der Nacht
Unter dem Mantel der Nacht (Originaltitel: Jagte Raho; übersetzt: Bleib wach(sam)) ist ein Hindi-Film von Sombhu Mitra und Amit Moitra aus dem Jahr 1956.

## Handlung
Ein armer Bauer namens Mohan kommt von einem Dorf und geht in die Stadt nach Kolkata, um nach Arbeit zu suchen. In einer Nacht sucht er verzweifelt nach Wasser, um seinen Durst zu stillen. Doch die Polizei, die die Straßen bewacht, verscheucht ihn von jedem Brunnen. Als er dann einen kleinen Brunnen im Innenhof eines Appartements erblickt, schleicht er durch das Tor. Bevor er jedoch einen Schluck nehmen kann, wird er entdeckt und als Dieb beschimpft. Mohan rennt in eine Wohnung, wo er Sati und Pradeep bei einem Techtelmechtel erwischt. Er wird verjagt und entkommt in ein anderes Appartement. Dort gerät er in einen Ehekrach. In einem anderen Zimmer trifft er auf einen Betrunkenen und dessen erniedrigte Frau. Ständig ist Mohan auf der Flucht oder mischt sich zur Tarnung unter seine Verfolger.
Die Polizei, die im Block auftaucht, durchsucht ein paar Wohnungen und stößt auf Drogen, Spielhöllen und Schnapsbrennereien. Die Gesetzeshüter werden von den Bewohnern verscheucht. Diese wollen selbst Jagd auf Mohan machen. Mohan wird von den Bewohnern entdeckt und flüchtet auf das Dach des Appartements. Dort leistet er mutig Widerstand und steigt das Wasserrohr hinunter, bis er auf dem Balkon einer Wohnung steht.
Er betritt die Wohnung und sieht ein kleines Mädchen. Sie spricht zu ihm und entfacht in Mohan Selbstvertrauen, der nun voller Entschlossenheit versucht dem draußen wartenden Unglück entgegenzutreten. Aber als er sich aus der Wohnung wagt, ist niemand, der auch nur eine Notiz von ihm nimmt. Immer noch durstig verlässt er das Appartement.
Dann hört er ein wunderschönes Lied und wird davon geleitet, bis er vor dem Tor zu einem Tempelgarten steht, wo die Sängerin gerade Wasser aus einem Brunnen geholt hat. Sie gibt ihm Wasser und sein Durst ist endlich gestillt.

## Hintergrund
An dieser Kapoor-Produktion aus den R. K. Studios im Bombayer Stadtteil Chembur waren mit Schauspieler und Regisseur Sombhu Mitra und dem Komponisten Salil Choudhury zwei führende Mitglieder der bengalischen Indian People’s Theatre Association beteiligt. Die Geschichte und das Drehbuch schrieben Sombhu Mitra und Amit Moitra; Dialogautor war Khwaja Ahmad Abbas. Bauten und Ausstattung stammen von M. R. Acharekar. Als Playbacksänger sind Lata Mangeshkar, Mukesh, Asha Bhonsale, Sandhya Mukerjee, Mohd. Rafi und Balbir zu hören. Von den fünf Liedern der Autoren Shailendra und Prem Dhawan – Zindagi Khwab Hai, Maine Jo Li Angdaee, Jaago Mohan Pyare, Thandi Thandi und Te Ki Main Jhoot – wurden die drei erstgenannten Hits.
Der Film wurde erst zu einem Erfolg, nachdem eine 115-minütige Version 1957 den Hauptpreis auf dem Filmfestival Karlovy Vary gewann.
Der britische Kritiker Geoff Brown sah in Kapoors Filmfigur ein Stück Chaplin: er teilt sein Essen mit einem Hund, hockt auf dem Fußweg, spielt die meiste Zeit des Films pantomimisch, stürzt in Zimmer hinein und wieder heraus, versteckt sich in einer Trommel, rutscht die Regenrinne hinunter und wird von Zeit zu Zeit von einer aufgeregten Menge von Hausbewohnern verfolgt, die alles von Stöcken bis zum Tennisschläger mit sich führen.

## Kritiken
„Ein unschuldig Verfolgter erlebt menschliches Versagen und Verbrechen hinter der Fassade von Anständigkeit und Ehrenhaftigkeit. Trotz uneinheitlicher Inszenierung eine eindrucksvolle satirische Tragikomödie, die eindringlich Gesellschaftskritik übt.“

„...a comic yet critical survey of middle-class Bengali life.“

## Auszeichnungen
- Hauptpreis („Kristallglobus“) beim Internationalen Filmfestival Karlovy Vary in der damaligen Tschechoslowakei (1957).
- Raj Kapoor war nominiert für den Filmfare Award/Bester Hauptdarsteller (1957)

## „Ek Din Raatre“
Der Film wurde auch in einer bengalischen Version gedreht und unter dem Titel Ek Din Raatre veröffentlicht. Die Rolle Motilals wird in dieser Fassung von Chhabi Biswas verkörpert. Dialogautor Abbas und Liedtexter Prem Dhawan waren daran ebenfalls nicht beteiligt.